# Babuevac
Babuevac (en macedonio: Бабуевац) es un uadi en Macedonia. Se encuentra ubicado en el municipio de Kumanovo, en la parte central del país, a 28 km al este de Skopie, la capital del país.
El clima es hemiboreal. La temperatura promedio es de 13 °C. El mes más caluroso es julio, con 26 °C, y diciembre el más frío, con −2 °C. La precipitación media es de 890 milímetros al año. El mes más lluvioso es abril, con 115 milímetros de lluvia, y el más seco es agosto, con 32 milímetros.